# Il-Arslan
Il-Arslan (lett. "Il leone"; nome completo in persiano تاج الدین ابوالفتح ایل ارسلان بن اتسز‎, Taj ad-Dunya wa ad-Din Abul-Fath Il-Arslan ibn Atsiz; ... – Gurganj, 7 marzo 1172) è stato lo scià dell'Impero corasmio dal 1156 al 1172.
Era il figlio di Atsïz ed era una scià della dinastia anushtiginide.

## Regno
Nel 1152 Il-Arslan fu nominato governatore di Jand, un avamposto sul Syr Darya che era stato recentemente riconquistato da suo padre. Nel 1156 Atsïz morì e Il-Arslan gli succedette come Scià di Corasmia. Come suo padre, decise di rendere omaggio sia al sultano selgiuchide Sanjar che al gurkhan dei Kara Khitay.
Sanjar morì solo pochi mesi dopo l'ascesa di Il-Arslan, causando la caduta nel caos del Grande Khorasan selgiuchide. Ciò permise a Il-Arslan di rompere efficacemente la sovranità dei Selgiuchidi, sebbene rimase in rapporti amichevoli con il successore di Sanjar, Mas'ud. Vennero accusati entrambi di aver tentato di creare una campagna congiunta contro i Qara Khitay, ma tale alleanza non si verificò mai. Come suo padre, cercò di espandere la sua influenza nel Khorasan e nel 1160 si interessò attivamente alla zona fornendo eserciti agli alleati locali, ma nonostante il crollo dell'autorità centrale dei Selgiuchidi in quella zona, non fu in grado di fare alcun progresso significativo contro i governanti regionali.
Nel 1158 fu coinvolto negli affari di un altro stato vassallo dei Qara Khitai, i Karakhanidi di Samarcanda. Il Karakhanide Chaghrï Khan aveva perseguitato i Qarluq nel suo regno, e diversi capi Qarluq fuggirono in Corasmia e cercarono l'aiuto di Il-Arslan. Egli rispose invadendo i domini Karakhnidi, prendendo Bukhara e assediando Samarcanda, dove Chaghrï Khan si era rifugiato. Quest'ultimo fece appello sia ai turchi del Syr Darya che ai Qara Khitay, e il gurkhan inviò un esercito, ma il suo comandante esitò a entrare in conflitto con i Corasmi. Alla fine fu mediata una pace con la quale Chaghrï Khan fu costretto a riprendere i capi Qarluq e a riportarli nelle loro precedenti posizioni.
Nel 1172 i Qara Khitay lanciarono una spedizione punitiva contro Il-Arslan, che non aveva pagato il tributo annuale richiesto. Lo scià raccolse il suo esercito ma presto si ammalò e consegnò il comando a uno dei suoi luogotenenti. L'esercito corasmio fu sconfitto, e Il-Arslan morì poco dopo. Dopo la sua morte lo stato fu, per breve tempo, coinvolto nei tumulti, poiché la successione creò una disputa tra i suoi figli Tekish e Sultan Shah.

## Vita di corte
Poco si sa della vita di corte a Gurganj sotto Il-Arslan. Era probabilmente una continuazione dell'ambiente prospero che era esistito durante il regno di suo padre, con il segretario e poeta Rashid al-Din Vatvat che continuava ad essere capo della cancelleria.